# Salles-Mongiscard
Salles-Mongiscard è un comune francese di 304 abitanti situato nel dipartimento dei Pirenei Atlantici nella regione della Nuova Aquitania.

## Società

### Evoluzione demografica
Abitanti censiti